# یوکو کوته‌گاوا
یوکو کوته‌گاوا (انگلیسی: Yūko Kotegawa؛ زادهٔ ۱۶ ژوئیهٔ ۱۹۵۹) هنرپیشه اهل ژاپن است.